# ساکی‌سور

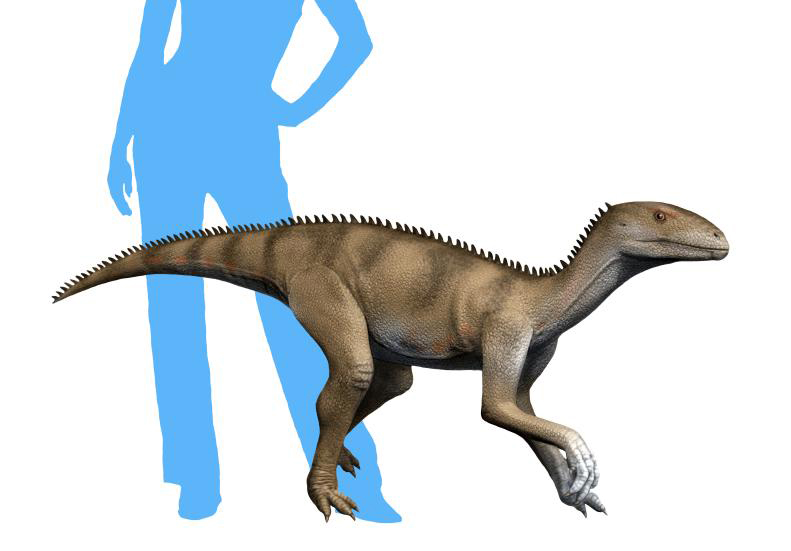
ساکی‌سور

ساکی‌سور (نام علمی: Sacisaurus) نام یک سرده از شاخه طنابداران است.